# Пескофалијери (Бари)
Пескофалијери (итал. Pescofalieri) је насеље у Италији у округу Бари, региону Апулија.
Према процени из 2011. у насељу је живело 18 становника. Насеље се налази на надморској висини од 443 м.